# Esow Alban
Esow Alban (auch Esow Esow) (* 10. März 2001 in Port Blair) ist ein indischer Bahnradsportler. 2018 errang er als erster Radsportler seines Landes eine Medaille bei UCI-Weltmeisterschaften.

## Sportliche Laufbahn
Esow Alban stammt von den Andamanen und Nikobaren, einer Inselgruppe rund 1400 Kilometer entfernt vom indischen Festland im Indischen Ozean. Sein Vater Alban Didus ist bei der Feuerwehr tätig und war selbst als Radsportler aktiv. Esow Alban besuchte eine Schule in Port Blair. Seine Mutter Lelly Kalban war eine Kabaddispielerin und nahm 1984 an den nationalen Meisterschaften teil. Sie meldete ihren Sohn beim  State Sports Council Netaji Stadium an, nachdem sie in der Zeitung gelesen hatte, dass sich Nachwuchssportler melden sollten. Alban begann zunächst mit Rudern; man ließ ihn jedoch in den Radsport wechseln, da er zu schmächtig sei. Nachdem er in der Klasse U14 bei den nationalen Bahnmeisterschaften im 1000-Meter-Zeitfahren Zweiter geworden war, wurde er 2014 für die National Cycling Academy in Delhi ausgewählt. Damals betrat er erstmals indisches Festland.
Im Februar 2018 gewann Esow bei den Asiatischen Bahn-Meisterschaften der Junioren in Nilai (Malaysia) drei Goldmedaillen, im Sprint, im Keirin und im Teamsprint (mit Mayur Pawar und James Singh). Beim Sprint-Cup in Cottbus entschied er den Sprint-Wettbewerb der Junioren für sich und beim GP Brno die Rennen im Sprint wie auch im Keirin. Aufgrund dieser Erfolge übernahm er die Führung in der Junioren-Sprintwertung des Weltradsportverbandes UCI.
Im August des Jahres startete Esow bei den Junioren-Weltmeisterschaften im schweizerischen Aigle und errang im Keirin die Silbermedaille, mit einem Rückstand von 0,017 Sekunden auf den Sieger Jakub Stastny aus Tschechien. Das war die erste Medaille eines indischen Radsportlers bei UCI-Weltmeisterschaften. Im Sprint-Wettbewerb gelangte er bis in das Viertelfinale, wo er schließlich dem Australier Leigh Hoffman in zwei Läufen unterlag. Bei den Asienmeisterschaften 2019 konnte Alban seinen dreifachen Titelgewinn wiederholen. Zum Ende der Saison 2018/19 rangierte er in Keirin und Sprint auf Platz eins des UCI-Ranking für Junioren.
Am 15. August 2019, dem indischen Unabhängigkeitstag, errang Esow Alban gemeinsam mit Jemsh Singh Keithellakpam, Rojit Singh Yanglem und Ronaldo Laitonjam den Titel des Junioren-Weltmeisters. Dies war die erste Goldmedaille für Indien bei Radsportweltmeisterschaften. Der „herzerfrischend auftretende“ Esow selbst errang zwei weitere Medaillen: Silber im Sprint und Bronze im Keirin.

## Erfolge
2018
- Junioren-Weltmeisterschaft – Keirin
- Junioren-Asienmeister – Sprint, Keirin, Teamsprint (mit Mayur Pawar und Jemsh Singh Keithellakpam)

2019
- Junioren-Asienmeister – Sprint, Keirin, Teamsprint (mit Jemsh Singh Keithellakpam und Ronaldo Laitonjam)
- Junioren-Weltmeister – Teamsprint (mit Jemsh Singh Keithellakpam, Rojit Singh Yanglem und Ronaldo Laitonjam)
- Junioren-Weltmeisterschaft – Sprint
- Junioren-Weltmeisterschaft – Keirin

2021
- Indischer Meister – Sprint, Keirin

2023
- Asienmeisterschaft – Teamsprint (mit David Beckham, Ronaldo Laitonjam und Rojit Singh Yanglem)